# Chiasmocleis gnoma
Chiasmocleis gnoma là một loài ếch trong họ Nhái bầu. Chúng là loài đặc hữu của Brasil.
Các môi trường sống tự nhiên của chúng là các khu rừng ẩm ướt đất thấp nhiệt đới hoặc cận nhiệt đới, đầm nước ngọt có nước theo mùa, và các đồn điền. Loài này đang bị đe dọa do mất nơi sống.